# Ewell
Ewell este un oraș în comitatul Surrey, regiunea South East, Anglia. Orașul se află în districtul Epsom and Ewell.